# مديرية ناوتا
مديرية ناوتا (بالإنجليزية: Nauta District)‏  هي المستوى الثالث من التقسيم الإداري في بيرو، تتبع مقاطعة لوريتو، عاصمتها ناوتا، تبلغ مساحتها 6672.35 كيلومتر مربع.